# لمين جيبا
لمين جيبا (بالإيطالية: Gibba)‏ (و. 1925 – 2018 م) هو مخرج أفلام، وكاتب سيناريو، ورسام رسوم متحركة، وفنان قصص مصورة من إيطاليا، ومملكة إيطاليا، توفي في ألبينجا، عن عمر يناهز 93 عاماً.

## وصلات خارجية
- لمين جيبا على موقع IMDb (الإنجليزية)

- لمين جيبا في قاعدة بيانات الأفلام على الإنترنت